# ジェニー・ウォルフ
ジェニー・ウォルフ（Jenny Wolf、1979年1月31日 - ）は、ドイツのスピードスケート選手。ワールドカップの500mで総合6連覇を達成した、現代を代表するスピードスケーターの一人。

## 主な戦績
- 2005-2006シーズンにワールドカップの500mで初の総合優勝。以来その座を6年連続で守った。
- 100mにも強く、2005-2006シーズンから種目が廃止されるまでの全シーズンで総合優勝(4連覇)していた。
- 2010年バンクーバーオリンピックでは銀メダルを獲得した。
- 2010年11月19日にベルリンで行われたワールドカップ(500m)で優勝し、ワールドカップ通算40勝目を挙げた。これはボニー・ブレアの39勝を上回る、この種目での史上最多記録である。
- 500mの世界記録(37.00)を保持していたが、2012年に于静によって更新された[1]。
- 2014年のソチオリンピックは500mで6位に入った。